# Імуноглобулін J

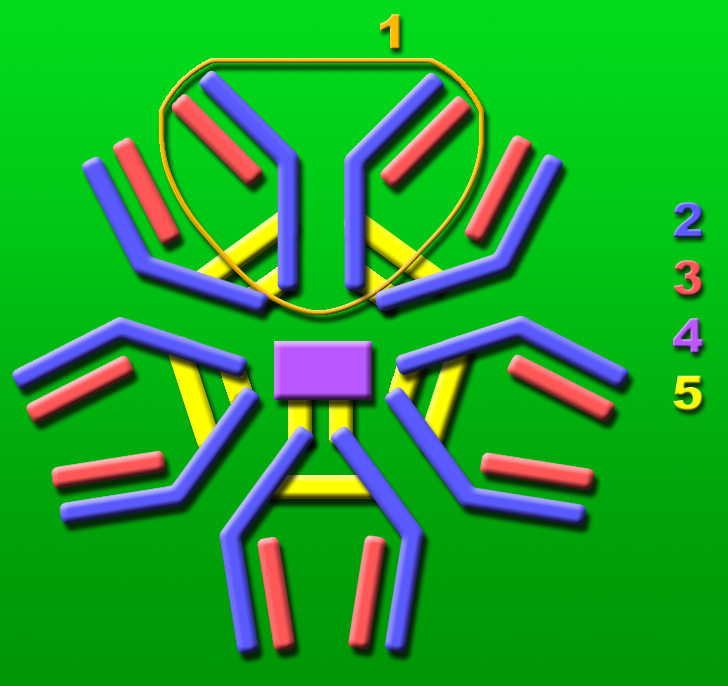
Схематична ілюстрація молекули антитіла — пентамерного імуноглобуліну М (IgM).
П'ять основних складників:
1: Мономерне антитіло ("базова складова");
2: Важкі ланцюги ;
3: Легкі ланцюги ;
4: J-ланцюг ;
5: Міжмолекулярні дисульфідні зв'язки ("містки").

З'єднувальний (J) ланцюг (англ. Joining (J) chain) – це білковий компонент, який бере участь в утворенні полімерів антитіл IgM та IgA, з'єднуючи їхні мономери. Це робить утворені полімери придатними до секреції. J-ланцюг є висококонсервативним у тваринному світі, однак його специфічні функції наразі не повністю вивчені.
Поліпептид, кодований геном IGJ , складається зі 137 залишків .

## Структура
J-ланцюг – глікопротеїн з молекулярною масою 15 кДа. Вторинна структура досі невизначена, але вважається, що вона містить або один β-циліндр ("β-діжка"), або дводоменно складену структуру зі стандартними імуноглобуліновими доменами. Первинна структура J-ланцюга характерна високим вмістом негативно заряджених амінокислот, що робить її надзвичайно кислою.
Глобулін має 8 залишків цистеїну, 6 з яких беруть участь в утворенні внутрішньомолекулярних дисульфідних зв'язків, а інші два – зв'язуються з Fc-хвостовими ділянками антитіл IgA чи IgM (α-ланцюгом та μ-ланцюгом відповідно). N-зв'язаний вуглевод, що утворилився в результаті N-глікозилювання, є важливим елементом під час утворення полімерів антитіл. Наразі немає відомої родини білків зі значною гомологією до J-ланцюга.

## Функція

### Полімеризація антитіл
J-ланцюг регулює полімеризацію IgM та IgA у ссавців. За експресії в клітинах він сприяє утворенню пентамерів IgM та димерів IgA. Імуноглобуліни IgM найчастіше містять один J-ланцюг, проте деяі дослідження виявили до 4 J-ланцюгів в межах одного IgM пентамеру.
Полімеризація IgM
J-ланцюг вбудовується наприкінці полімеризації IgM і термодинамічно сприяє утворенню пентамерів на противагу гексамерам. У мишей з нокаутованим J-ланцюгом (KO) домінує гексамерний IgM. Ці позбавлені J-ланцюга імуноглобуліни у 15-20 разів ефективніше активують систему комплементу, ніж пентамери J-ланцюго-позитивних IgM. Однак, було продемонстровано, що ноукаутовані за J-ланцюгом миші мають низьку концентрацію гексамерного IgM та дефіцит активації комплементу. Це свідчить про додаткові регуляторні механізми in vivo.
Ще одним наслідком зниженої активації системи комплементу пентамерним IgM є те, що це дозволяє J-ланцюгово-позитивним IgM зв'язуватися із антигеном без надмірного пошкодження епітеліальних мембран активованою системою комплементу.
Полімеризація IgA
J-ланцюг сприяє димеризації IgA через зв'язування двох мономерних секреторних хвостів.ґ
З точки зору структури, J-ланцюг з'єднує два мономерних антитіла асиметрично, утворюючи міжмолекулярні дисульфідні зв'язки та об'єднуючи гідрофобні β-сендвічі на кожній молекулі. Цей механізм полімеризації залучає білки шаперони, включно зі зв'язуючим імуноглобуліновий білок (BiP) та MZB1, кожен з яких послідовно залучає різні фактори полімеризації антитіла.

### Секреція антитіл
Секреція антитіл слизової оболонки з базальної мембрани до апікальних епітеліальних клітин здійснюється з допомогою полімерних Ig-рецептором (pIgR). Базальний білок pIgR, відомий як секреторний компонент (SC), розпізнає готові до секреції Ig. Зв'язування між SC та секреторним Ig здійснюється через J-ланцюг антитіла. Він фізично контактує із секреторним компонентом, аби перевсти конформацію транспортера у відкритий стан.
Далі комплекс трансцитується, а секреторний компонент протеолітично відщеплюється від рецептора, вивільняючи антитіло на апікальну сторону епітеліальної клітини, а згодом і в просвіт загалом. Вважається, що під час секреції IgM та IgA описаний механізм є переважно консервативним.

## Регулювання
Побутувала думка, що J-ланцюг експресується лише плазматичними клітинами, оскільки саме вони секретують антитіла. Однак, було виявлено, що J-ланцюг також експресується на ранніх стадіях диференціації B-клітин, перед тим як вони почнуть експресувати Ig.
Вважається, що експресія J-ланцюга проходить на ранніх етапах диференціації лімфоїдних клітин, адже його експресія спостерігається як у попередниках B-, так і T-клітин. У міру розвитку клітин, здається, що μ-ланцюг починає бути необхідним за синтезу J-ланцюга.
Ген, який кодує J-ланцюг, транскрипційно регулюється через канонічну репресію Pax5. Оскільки Pax5 є поширеним транскрипційним регулятором, то J-ланцюг продовжує експресується плазматими клітинами, які секретують мономерні антитіла. Вважається, що у таких клітинах J-ланцюг не відіграє жодної функції і швидко руйнується. Імовірно, у плазматичних клітинах, які секретують мономерний IgA, Pax5-незалежний механізм запобігає димеризації IgA.

## Філогенез
Вірогідно, J-ланцюг виник еволюційно у ранніх щелепних хребетних. Групи кісткових риб, включно з костистими рибами, відтоді втратили експресію J-ланцюга.
Оскільки акули не експресують IgA, то вони використовують J-ланцюг лише для полімеризації IgM. Це робить їх цікавими модельними організмами у сфері вивчення механізмів регуляції та полімеризації J-ланцюга без впливу складних факторів, зокрема секретів слизових оболонок.
Ксенопуси здатні до полімеризації слизового IgX, за відсутності J-ланцюга. Можливо, це викликано втратою консервативних залишків цистеїну, що зв'язують J-ланцюг та секреторний хвіст Ig.

## Додаткова інформація
- Koshland ME (1986). The coming of age of the immunoglobulin J chain. Annual Review of Immunology. 3: 425—453. doi:10.1146/annurev.iy.03.040185.002233. PMID 2415140.
- Tartakoff A, Vassalli P (November 1979). Plasma cell immunoglobulin M molecules. Their biosynthesis, assembly, and intracellular transport. The Journal of Cell Biology. 83 (2 Pt 1): 284—299. doi:10.1083/jcb.83.2.284. PMC 2111544. PMID 115892.
- Mole JE, Bhown AS, Bennett JC (August 1977). Primary structure of human J chain: alignment of peptides from chemical and enzymatic hydrolyses. Biochemistry. 16 (16): 3507—3513. doi:10.1021/bi00635a002. PMID 407930.
- Bastian A, Kratzin H, Eckart K, Hilschmann N (December 1992). Intra- and interchain disulfide bridges of the human J chain in secretory immunoglobulin A. Biological Chemistry Hoppe-Seyler. 373 (12): 1255—1263. doi:10.1515/bchm3.1992.373.2.1255. PMID 1292512.
- Frutiger S, Hughes GJ, Paquet N, Lüthy R, Jaton JC (December 1992). Disulfide bond assignment in human J chain and its covalent pairing with immunoglobulin M. Biochemistry. 31 (50): 12643—12647. doi:10.1021/bi00165a014. PMID 1472500.
- Moro I, Iwase T, Komiyama K, Moldoveanu Z, Mestecky J (April 1990). Immunoglobulin A (IgA) polymerization sites in human immunocytes: immunoelectron microscopic study. Cell Structure and Function. 15 (2): 85—91. doi:10.1247/csf.15.85. PMID 2113434.
- Alberini CM, Bet P, Milstein C, Sitia R (October 1990). Secretion of immunoglobulin M assembly intermediates in the presence of reducing agents. Nature. 347 (6292): 485—487. Bibcode:1990Natur.347..485A. doi:10.1038/347485a0. PMID 2120591. S2CID 4348113.
- Sumi Y, Nagura H, Kaneda T, Oka T (September 1988). Immunoelectron microscopical localization of immunoglobulins, secretory component and J chain in the human minor salivary glands. Journal of Oral Pathology. 17 (8): 390—395. doi:10.1111/j.1600-0714.1988.tb01303.x. PMID 3146624.
- Hajdu I, Moldoveanu Z, Cooper MD, Mestecky J (December 1983). Ultrastructural studies of human lymphoid cells. mu and J chain expression as a function of B cell differentiation. The Journal of Experimental Medicine. 158 (6): 1993—2006. doi:10.1084/jem.158.6.1993. PMC 2187181. PMID 6417260.
- Yasuda N, Kanoh T, Uchino H (June 1980). J chain synthesis in human myeloma cells: light and electron microscopic studies. Clinical and Experimental Immunology. 40 (3): 573—580. PMC 1538946. PMID 6774844.
- Harper SJ, Allen AC, Béné MC, Pringle JH, Faure G, Lauder I, Feehally J (September 1995). Increased dimeric IgA-producing B cells in tonsils in IgA nephropathy determined by in situ hybridization for J chain mRNA. Clinical and Experimental Immunology. 101 (3): 442—448. doi:10.1111/j.1365-2249.1995.tb03132.x. PMC 1553245. PMID 7664491.
- Iwase T, Saito I, Takahashi T, Chu L, Usami T, Mestecky J, Moro I (October 1993). Early expression of human J chain and mu chain gene in the fetal liver. Cell Structure and Function. 18 (5): 297—302. doi:10.1247/csf.18.297. PMID 8168154.
- Harper SJ, Pringle JH, Wicks AC, Hattersley J, Layward L, Allen A та ін. (March 1994). Expression of J chain mRNA in duodenal IgA plasma cells in IgA nephropathy. Kidney International. 45 (3): 836—844. doi:10.1038/ki.1994.110. PMID 8196286.
- Bjercke S, Brandtzaeg P (September 1993). Glandular distribution of immunoglobulins, J chain, secretory component, and HLA-DR in the human endometrium throughout the menstrual cycle. Human Reproduction. 8 (9): 1420—1425. doi:10.1093/oxfordjournals.humrep.a138271. PMID 8253928.
- Bertrand FE, Billips LG, Gartland GL, Kubagawa H, Schroeder HW (June 1996). The J chain gene is transcribed during B and T lymphopoiesis in humans. Journal of Immunology. 156 (11): 4240—4244. doi:10.4049/jimmunol.156.11.4240. PMID 8666793. S2CID 44655675.
- Atkin JD, Pleass RJ, Owens RJ, Woof JM (July 1996). Mutagenesis of the human IgA1 heavy chain tailpiece that prevents dimer assembly. Journal of Immunology. 157 (1): 156—159. doi:10.4049/jimmunol.157.1.156. PMID 8683109. S2CID 26899100.